# Kinect
Kinect是由微軟開發，應用於Xbox 360和Xbox One主機的周邊設備。它讓玩家不需要手持或踩踏控制器，而是使用語音指令或手勢來操作Xbox 360和Xbox One的系統介面。它也能捕捉玩家全身上下的動作，用身體來進行遊戲，帶給玩家「免控制器的遊戲與娛樂體驗」。此設備是微軟研究院的研究成果之一。
「Kinect」為 kinetics（動力學）加上 connection（連接）兩字所自創的新詞彙，讀音為 ki-nect（/kɪn'ɛkt/），並非 con-nect（/kən'ɛkt/） 或 Kir-nect（/kɚn'ɛkt/）。

## 歷史
2009年6月1日微軟於E3遊戲展中公佈名為「Project Natal」（誕生計畫）的感應器，它能夠捕捉最多2名使用者的肢體動作，或是進行臉部辨識。感應器也內建麥克風，可以用來識別語音指令，玩家只需新購此感應器就可直接使用。
2010年的E3電玩展，微軟宣佈Project Natal的正式名稱為「Kinect」，並在2010年11月4日於美國上市，建議售價149美金。台灣則在2010年11月20日上市。
2011年，微軟發布Kinect SDK讓開發人員開發運用Kinect操作的非商業用途軟體。
2012年2月1日，微软正式发布面向Windows系统的Kinect版本「Kinect for Windows」，建议售价249美金。而在2012年晚些时候，微软还将发布面向“教育用户”的特别版Kinect。
隨著2016年8月推出的Xbox One S及2017年6月的Xbox One X取消Kinect連接埠，微軟公司已於2017年停產Kinect。

## 技術
Kinect 感應器是一個外型類似網路攝影機的裝置。Kinect有三個鏡頭，中間的鏡頭是 RGB 彩色攝影機，左右兩邊鏡頭則分別為紅外線發射器和紅外線 CMOS 攝影機所構成的3D结构光深度感應器。Kinect還搭配了追焦技術，底座馬達會隨著對焦物體移動跟著轉動。Kinect也內建陣列式麥克風，由多組麥克風同時收音，比對後消除雜音。

## 銷售成績
在2011年3月9日，微軟宣布Kinect感應器已經出貨一千萬部。在銷售前60天內，賣出八百萬部，目前已經申請吉尼斯世界記錄，成為全世界銷售最快的消費性電子產品。至2017年停產時，已出貨約3500萬部。

## 升级版Kinect
2013年5月21日微软和Xbox One一起发布了配套的新版Kinect。新版的Kinect具有1080p高清广角摄像头等更精确的感应装置，可以最多同时跟踪六人的运动、侦测手势，甚至可以检测肌肉活动和心跳。升级版的Kinect将在Xbox One包装中随附。

## 文獻
1. ↑  .   [2010-12-27]. （原始内容存档于2012-07-29）.
2. ↑  . 科技新報. 2017-10-26  [2017-10-26]. （原始内容存档于2020-12-14）.
3. ↑  .   [2013-07-14]. （原始内容存档于2020-11-11）.

## 外部連結
- 官方网站
- Kinect for Windows SDK 開發者同樂會 （页面存档备份，存于）
- USPAT 20100225746 REFERENCE IMAGE TECHNIQUES FOR THREE-DIMENSIONAL SENSING
- USPAT 20100118123 DEPTH MAPPING USING PROJECTED PATTERNS